# 吳自牧
吳自牧（？—？），生年不詳，字不詳，錢塘（今浙江杭州）人，一說原籍新安，僅知約宋度宗年間人，生平亦無考。

## 著作
著有《夢粱錄》二十卷，成書於咸淳十年八月十五日（1274年9月6日），吳自牧鑑於南宋太平日久，北方外族進逼，杭人卻猶身在夢中，因此心生“悲未來”的感慨，彷彿已預期南宋的滅亡而言“對時行樂”，將生命價值濃縮在強烈的現實感中，故將書命名為“夢粱錄”